# 26 Pułk Czołgów Średnich im. Niemieckich Bojowników Antyfaszystowskich

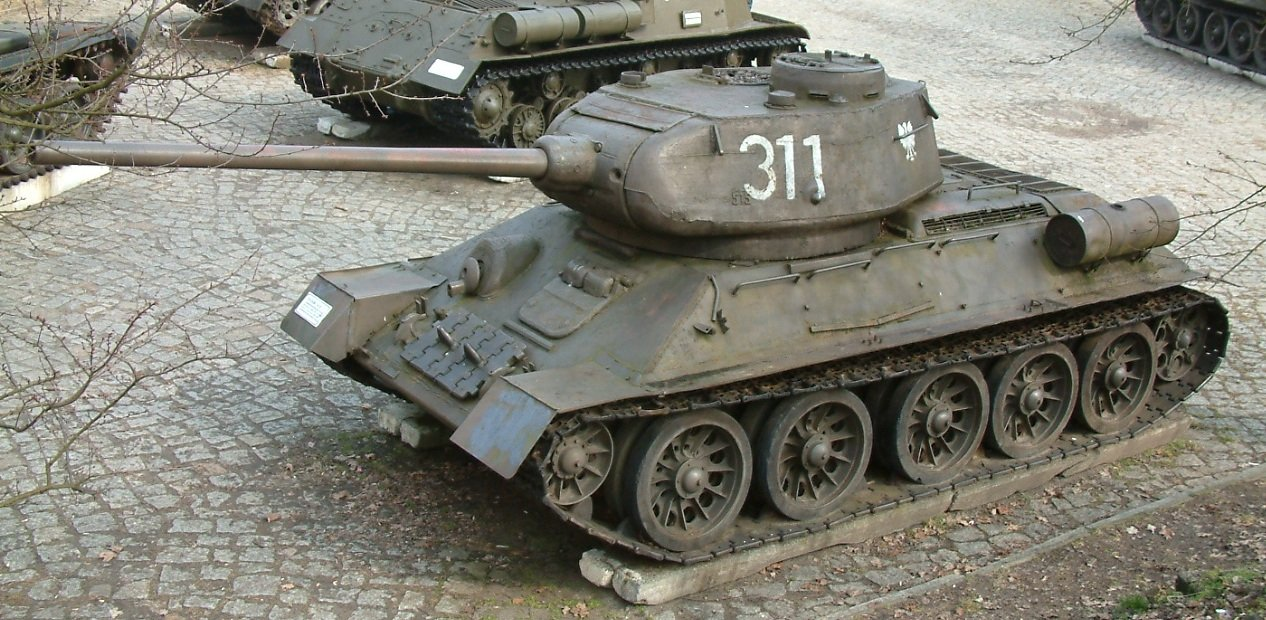
Czołg podstawowy pułku - T-34/85

26 Pułk Czołgów Średnich im. Niemieckich Bojowników Antyfaszystowskich (26 pcz) – oddział wojsk pancernych ludowego Wojska Polskiego.
Minister Obrony Narodowej rozkazem Nr 0045/Org. z 17 maja 1951 polecił dowódcy Okręgu Wojskowego Nr IV sformować 26 Pułk Artylerii Pancernej. Jednostka miała być zorganizowana według etatu Nr 5/85 o stanie 757 żołnierzy i 12 pracowników. Termin zakończenia formowania został określony na dzień 1 grudnia 1952. Pułk stacjonował w koszarach we wsi Komorów i wchodził w skład 19 Dywizji Zmechanizowanej.
Zgodnie z etatem strukturę pułku tworzyło: dowództwo pułku, dwa bataliony artylerii pancernej (jeden z nich skadrowany), batalion czołgów ciężkich, batalion fizylierów, kompania technicznego zaopatrzenia i pluton saperów. Pułk miał być uzbrojony w dwadzieścia trzy czołgi ciężkie IS-2 i czterdzieści dwa samobieżne działa ISU-122. 10 kwietnia 1952 na ewidencji pułku znajdowało się tylko piętnaście czołgów IS-2 i siedem dział ISU-122, czyli niespełna 34% egzemplarzy przewidzianych etatem.
Minister Obrony Narodowej rozkazem Nr 0082/Org z 4 grudnia 1952 polecił przeformować 26 pułk artylerii pancernej na etat Nr 5/107 o stanie 489 żołnierzy i 10 pracowników. Na uzbrojeniu pułku miało się znaleźć trzynaście czołgów ciężkich IS-2 i szesnaście samobieżnych dział ISU-122. W stosunku do etatu Nr 5/85 stan liczebny pułku został zredukowany o 36%, a stan podstawowego uzbrojenia (czołgi i działa) o 55%. Zmianie uległa struktura organizacyjna. Zlikwidowano jeden batalion artylerii pancernej, a w miejsce batalionu fizylierów pozostawiono tylko kompanię. Pozostałe dwa bataliony zostały częściowo skadrowane.
Minister Obrony Narodowej rozkazem Nr 0058/Org z 19 września 1955 nakazał przeformować 26 pułk artylerii pancernej w 13 batalion czołgów i artylerii pancernej i podporządkować go dowódcy 19 Dywizji Pancernej. Przeformowanie planowano zakończyć do 20 grudnia 1955. Batalion został zorganizowany według etatu Nr 5/180 o stanie 485 wojskowych i 10 pracowników cywilnych. W stosunku do etatu Nr 5/107 stan liczebny pozostał na tym samym poziomie, natomiast zwiększeniu o 44% uległa liczba podstawowego uzbrojenia: dwadzieścia dwa czołgi ciężkie IS-2 i dwadzieścia ciężkich dział pancernych ISU-122 oraz jeden transporter opancerzony BTR-152. W skład batalionu wchodziły dwie kompanie czołgów ciężkich (w tym jedna skadrowana), dwie kompanie ciężkich dział pancernych (w tym jedna skadrowana), kompania piechoty zmotoryzowanej oraz cztery plutony (łączności, saperów, przeciwlotniczy, transportowo-gospodarczy) i dwie drużyny (rozpoznania i regulacji ruchu). 
Minister Obrony Narodowej rozkazem Nr 0025/Org z 2 kwietnia 1957 polecił dowódcy Śląskiego Okręgu Wojskowego przeprowadzić, w terminie do 15 sierpnia 1957, reorganizację między innymi 19 DPanc. W ramach tej reorganizacji, w m. Komorów, na bazie 13 batalionu czołgów i artylerii pancernej został sformowany 26 pułk cCzołgów średnich.
Minister Obrony Narodowej rozkazem Nr Pf 24/MON z 19 czerwca 1962 nadał 26 pułkowi czołgów średnich imię Niemieckich Bojowników Antyfaszystowskich. W uroczystości nadania imienia wziął udział Minister Obrony NRD.
Na podstawie rozkazu Nr 07/MON Ministra Obrony Narodowej z 4 maja 1967 w sprawie przekazania jednostkom wojskowym historycznych nazw i numerów oddziałów frontowych oraz ustanowienia dorocznych świąt jednostek 26 Pułk Czołgów Średnich im. Niemieckich Bojowników Antyfaszystowskich przejął numer, nazwę wyróżniającą i dziedzictwo tradycji 27 Sudeckiego pułku artylerii pancernej. Jednocześnie 32 pułk czołgów średnich w Sanoku został przemianowany na 26 pułk czołgów.

## Żołnierze pułku
- Kazimierz Bogdanowicz